# Basilika St. Anna (Varennes)

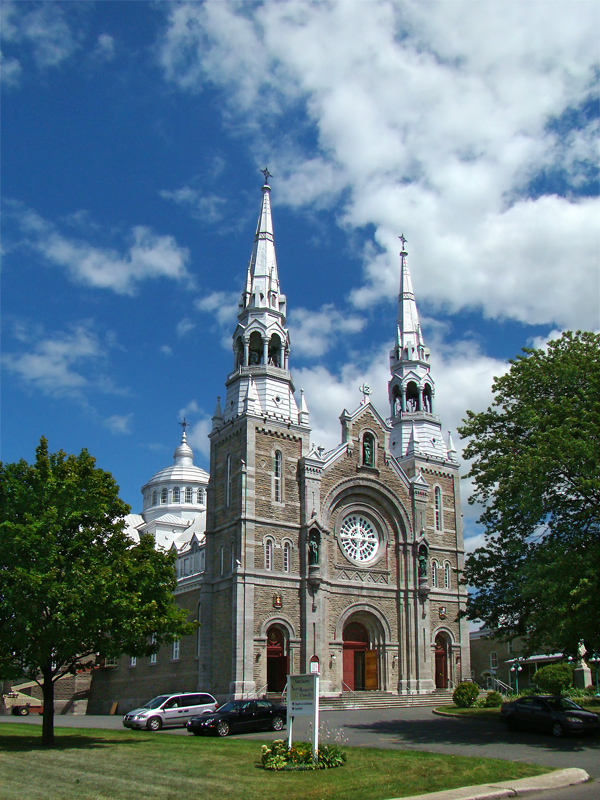
Fassade der Basilika Notre-Dame-du-Cap

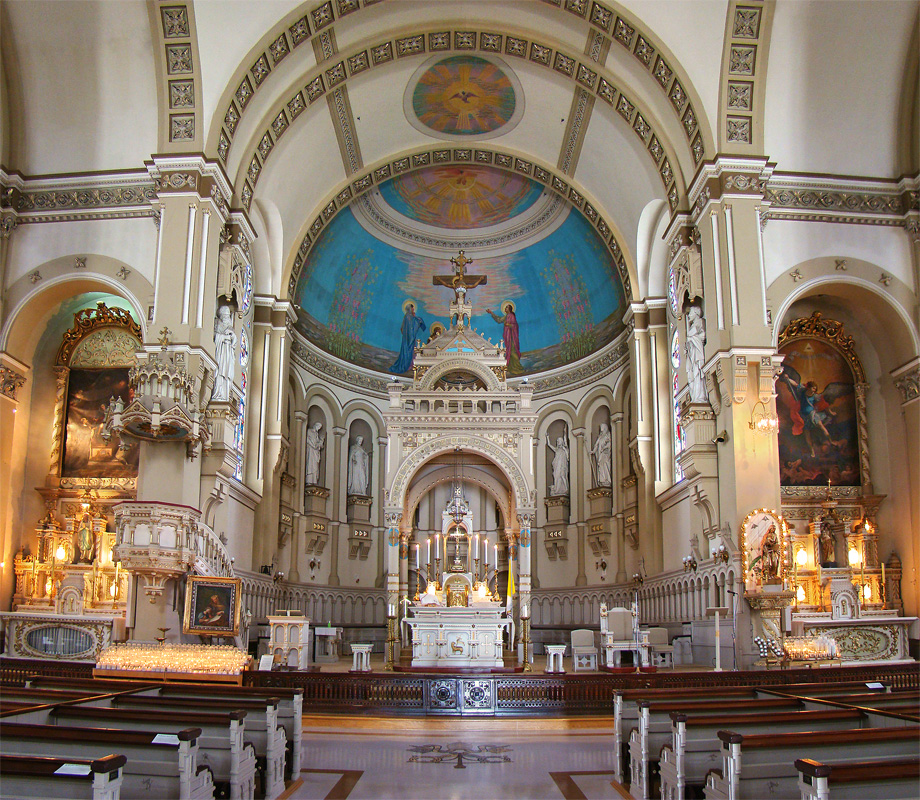
Innenraum der Basilika

Die Basilika St. Anna (französisch Basilique Sainte-Anne de Varennes) ist eine römisch-katholische Pfarrkirche in Varennes in Quebec, Kanada. Die Kirche im Bistum Saint-Jean-Longueuil ist der heiligen Anna gewidmet und hat den Rang einer Basilica minor.

## Vorgängerbauten
Die erste Pfarrkirche wurde 1692 von Bischof Saint-Vallier in Varennes am Südufer des St.-Lorenz-Stroms gegenüber Montreal errichtet. Das zweite Gebäude wurde hier 1718 nach dem Vorbild der alten Kirche von Cap-de-la-Madeleine gebaut, die dritte Kirche folgte 1780, sie wurde nach dem Vorbild von Saint-Vallier entworfen und 1849 vergrößert, 1883 aber wegen Baufälligkeit abgerissen.

## Heutige Kirche
Nach der Grundsteinlegung am 1. Dezember 1884 wurde die heutige Kirche von den Architekten Albert Mesnard und Henri-Maurice Perrault erbaut. Nach der Fertigstellung und Segnung Ende 1887 wurde sie am 27. Juni des folgenden Jahres von Bischof Édouard-Charles Fabre, Erzbischof von Montreal, und Bischof Isidore Clut Omi, Missionsbischof des Nordwestens, geweiht. Die Kirche besitzt Merkmale der Neuromanik und der Neugotik. Ihre zwei Glockentürme an der Front beherrschen den Ort. Die Gründung auf dem lehmigen Baugrund erfolgte auf Schwellen. Die Kirchenausstattung  wurde durch Guido Nincheri, Félix Mesnard und Antoine Durenne gestaltet.
In das Querhaus der Basilika wurden 2010 die Überreste von Maria Margareta d’Youville umgebettet. Sie wurde 1990 als erste gebürtige Kanadierin heiliggesprochen. In der Kirche ist ein Instrument des Orgelbauers Casavant Frères in neoklassizistischer Ästhetik installiert. In der Nähe der Kirche befinden sich zwei Kapellen, eine der heiligen Anna und die andere dem heiligen Joachim.
Die Kirche erhielt 1994 durch Johannes Paul II. den Rang einer Basilica minor verliehen.